# 대한민국의 방송 송신소·중계소 목록
- 대한민국 수도권의 방송 송신소·중계소 목록
- 강원특별자치도의 방송 송신소·중계소 목록
- 충청권의 방송 송신소·중계소 목록
- 부산·경남권의 방송 송신소·중계소 목록
- 대구·경북권의 방송 송신소·중계소 목록
- 전북권의 방송 송신소·중계소 목록
- 광주·전남권의 방송 송신소·중계소 목록
- 제주도권의 방송 송신소·중계소 목록